# Adrian Bey
Adrian Bey, né le 16 mai 1938 à Salisbury (actuelle Harare) en Rhodésie du Sud et mort le 2 juillet 2019, est un ancien joueur de tennis zimbabwéen.

## Biographie
Il commence le tennis à l'âge de 6 ans à Salisbury en Rhodésie du Sud puis passe professionnel en 1957. En 1965, il décide d'arrêter sa carrière de joueur et d'ouvrir une boutique de sport ; puis, exténué après des années de guerre civile où il est comme tous les jeunes enrôlé dans le conflit, il décide de tout vendre et de partir. En 1975, il s'installe avec sa famille aux États-Unis dans l'état du Texas à Austin où il travaille pour l'Austin country club. Il dirige ensuite le Westside Tennis Club de Houston de 1975 à 1982, et s'occupe ensuite de l'April Sound and Bentwater Country Club à Montgomery County.
En 2010, il est introduit au Texas Tennis Hall of Fame.
Il a atteint les huitièmes de finale à Wimbledon en 1959 (perd contre Luis Ayala 6-2, 6-1, 6-0) et 1963 (contre Manuel Santana 6-3, 6-1, 11-13, 6-3).
Il a joué 14 matchs pour l'équipe de Rhodésie de Coupe Davis, associé à Frank Saloman en 1963, 1964 et 1968.

## Palmarès
- 1960 : Ulster Championships[4], Worcestershire Championships
- 1961 : Barnes
- 1965 : Rhodesian Open